# Szczęście narodowe brutto
Szczęście narodowe (krajowe) brutto (ang. Gross National Happiness, GNH) – wskaźnik zaproponowany w 1972 przez byłego króla Bhutanu, Jigme Singye Wangchucka jako instrument służący do mierzenia jakości życia w sposób bardziej całościowy niż powszechnie stosowany wyłącznie ekonomiczny wskaźnik Produkt krajowy brutto (PKB). Wskaźnik ten jest wykorzystywany w Bhutanie w planowaniu rozwoju społeczno-gospodarczego. Idea ta spotkała się z zainteresowaniem również w innych krajach.